# Stilsko
Stilsko (ukrainisch Стільсько, russisch Стольско Stolsko, polnisch Stulsko) ist ein Dorf im Zentrum der ukrainischen Oblast Lwiw mit etwa 830 Einwohnern.
Das 1330 erstmals schriftlich erwähnte Dorf liegt am Ufer der Kolodnyzja (Колодниця), einem 28 km langen, linken Nebenfluss des Dnister. Bis 2015 war Stilsko das administrative Zentrum der gleichnamigen Landratsgemeinde im Rajon Mykolajiw, zu der noch die Dörfer Dubrowa, Iliw, Mala Wolja und Welyka Wolja gehörten, am 5. September 2015 wurde das Dorf ein Teil der neugegründeten Landgemeinde Trostjanez. 2020 wurde die Rajonszugehörigkeit zum Rajon Stryj geändert. 
In der Nähe des Dorfes befindet sich eine alte Wallburg (ca. 250 Hektar) der Karpatenkroaten.
Im September 2015 wurde das Historie- und Kulturreservat Stilske horodyschtsche gegründet.

## Architektur
- Kirche zum Heiligen Paraskeva (Große-Paraskeva-Kirche, Ukrainische griechisch-katholische Kirche)[5][6]

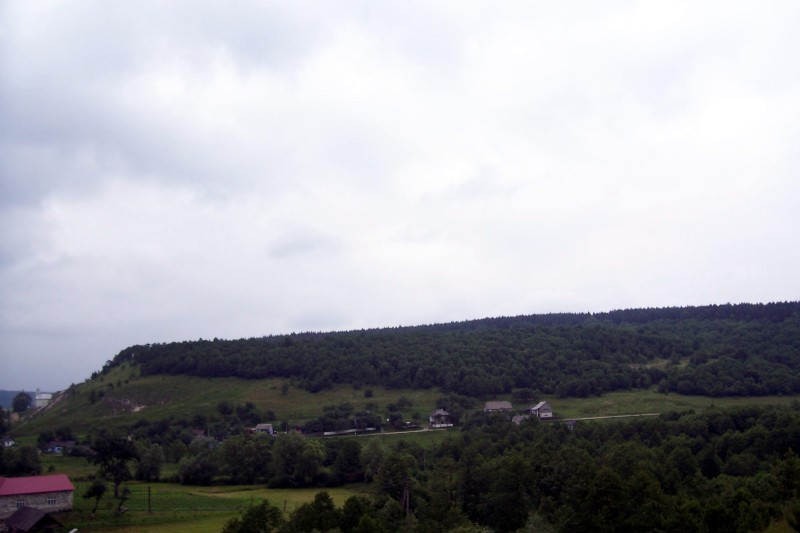
Wallburg Stilsko
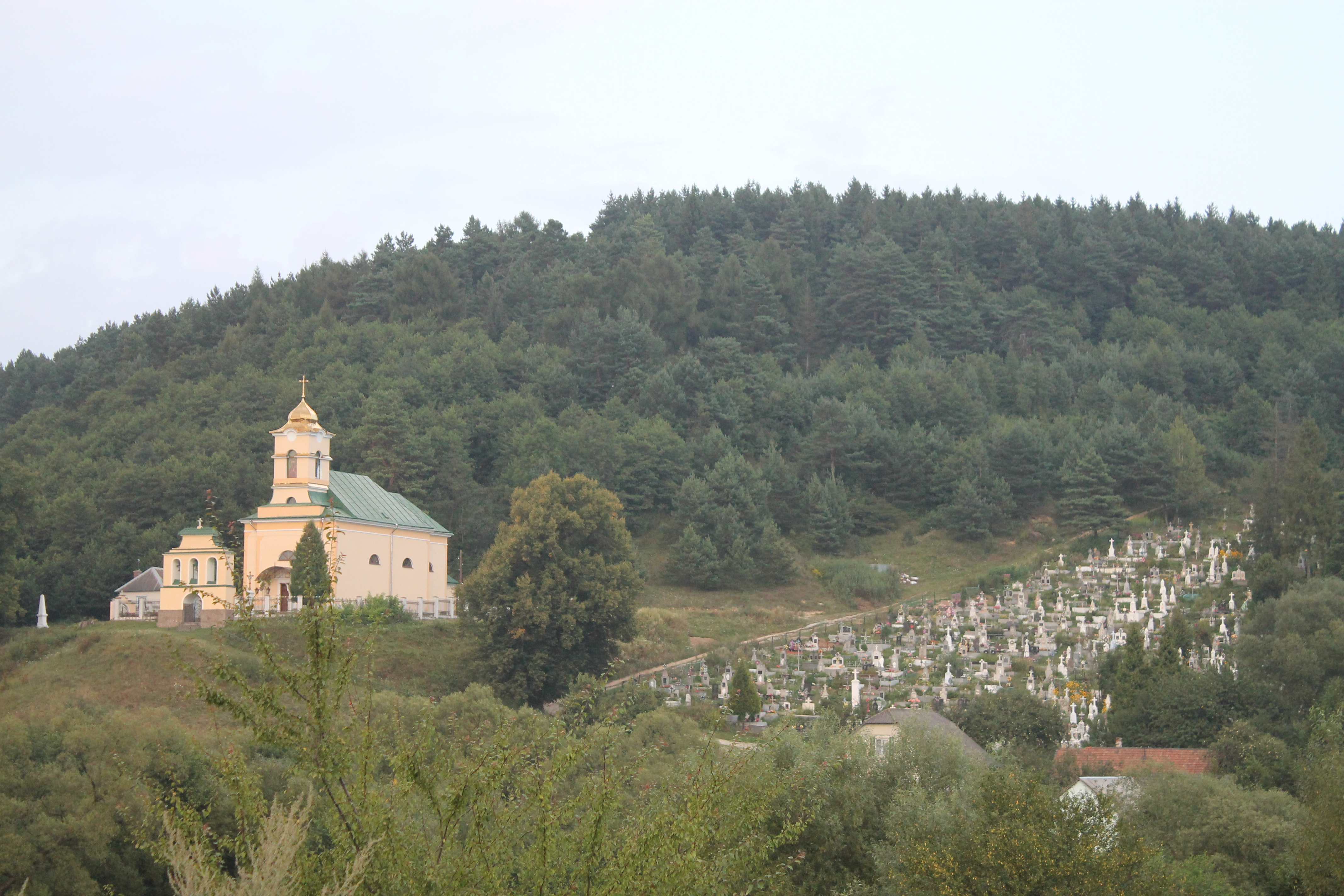
Großer-Paraskeva-Kirche und Friedhof
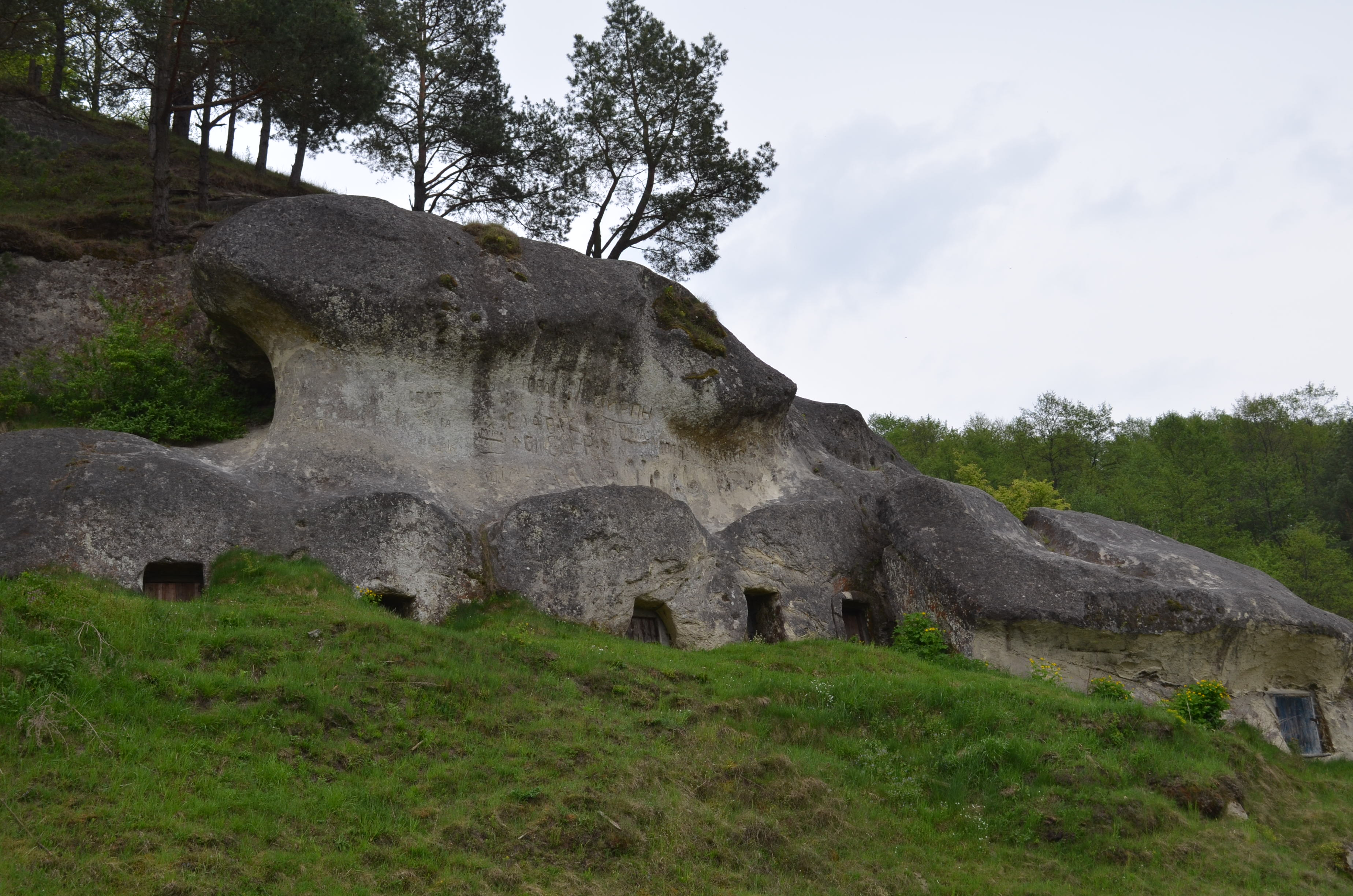
Wallburg Stilsko